# Artur Nielsen
Artur Nielsen (Artur Georg Nielsen; * 13. Juni 1895 in Næstved; † 15. September 1988 in Tårnby) war ein dänischer Mittel- und  Langstreckenläufer.
Bei den Olympischen Spielen 1920 in Antwerpen erreichte er im Crosslauf nicht das Ziel und schied über 5000 m im Vorlauf aus.
1920 wurde er Dänischer Meister über 1500 m und 1921 im Crosslauf.